# نيكولا ارتشر
نيكولا ارتشر (30 أغسطس 1955 في المملكة المتحدة - ) (بالإنجليزية: Nicolas Archer)‏ هو لاعب كريكت بريطاني. لعب مع نادي مقاطعة ستافوردشاير للكريكت ‏.